# نارلی (سینجیک)
نارلی (انگلیسی: Narlı) (به کردی: Pamlıq) یک منطقه مسکونی در ترکیه است که در استان آدیامان و در ناحیه سینجیک واقع شده است.